# Cheorwon-eup
Cheorwon-eup (koreanska: 철원읍) är en köping i kommunen Cheorwon-gun i provinsen Gangwon i den norra delen av Sydkorea, 80 km norr om huvudstaden Seoul. Den gränsar i norr till Nordkorea.